# Iwan Tur
Iwan Pietrowicz Tur (ros. Иван Петрович Тур, ur. 10 lipca 1905 w Kupiańsku w guberni charkowskiej, zm. 24 października 1965 w Moskwie) – radziecki działacz partyjny.
1924-1927 słuchacz fakultetu robotniczego przy Moskiewskim Instytucie Inżynierów Transportu Kolejowego, następnie polityczny wykładowca specjalnych kursów i kierownik wieczorowej szkoły robotniczej w Moskwie, od 1926 w WKP(b). 1930-1932 studiował w Moskiewskim Instytucie Transportu Samochodowego, następnie w Wojskowej Akademii Motoryzacji i Mechanizacji Armii Czerwonej. Kierownik warsztatu i szef działu kontroli technicznej w fabryce samochodów w Mohylewie, od listopada 1937 do marca 1938 sekretarz Komitetu Miejskiego Komunistycznej Partii (bolszewików) Białorusi  Mohylewie, w marcu-maju 1938 III sekretarz Biura Organizacyjnego KC KP(b)B w obwodzie mohylewskim, od maja 1938 do grudnia 1939 III sekretarz Komitetu Obwodowego KP(b)B w Mohylewie. Od 29 listopada 1939 do marca 1941 I sekretarz Komitetu Obwodowego KP(b)B w Baranowiczach, od 26 marca 1941 do 26 sierpnia 1943 sekretarz KC KP(b)B ds. transportu kolejowego, 1941-1942 sekretarz Komitetu Obwodowego WKP(b) w Swierdłowsku, 1942-1944 zastępca ludowego komisarza przemysłu czołgowego ZSRR ds. kadr, od 20 lipca 1944 do lipca 1946 ponownie I sekretarz Komitetu Obwodowego KP(b)B w Baranowiczach. Od lipca 1946 do grudnia 1947 I sekretarz Komitetu Obwodowego KP(b)B w Homlu, od 1 grudnia 1947 do 15 lutego 1949 sekretarz KC KP(b)B ds. przemysłu i członek Biura Politycznego KC KP(b)B. Od 8 czerwca 1949 do 1954 II sekretarz Komitetu Obwodowego WKP(b)/KPZR w Nowosybirsku, 1954-1955 słuchacz kursów przy KC KPZR i pełnomocnik KC KPZR w obwodzie akmolińskim. Od września 1955 do października 1957 I sekretarz Komitetu Obwodowego KPZR w Wielkich Łukach, od 25 lutego 1956 do 17 października 1961 zastępca członka KC KPZR, następnie do śmierci zastępca dyrektora Centrum Naukowego Badań Biologicznych Akademii Nauk ZSRR. Deputowany do Rady Najwyższej ZSRR od 2 do 4 kadencji. Pochowany na cmentarzu Nowodziewiczym.

## Odznaczenia
- Order Lenina
- Order Czerwonego Sztandaru Pracy
- Order Wojny Ojczyźnianej I klasy
- Order Czerwonej Gwiazdy